# Station Czarnowęsy Pomorskie
Station Czarnowęsy Pomorskie is een spoorwegstation in de Poolse plaats Czarnowęsy.